# Kevin Copple
Kevin Copple (* 4. August 1955) ist ein US-amerikanischer Programmierer. Er gewann 2002 mit der Software EllaZ den Loebner-Preis. Er arbeitet derzeit als Auslandsgesandter der USA in Tianjin, China.